# Kristallorientierung
Unter Kristallorientierung versteht man die Angabe, wie ein konkreter Kristall oder auch nur eine seiner Oberflächen bezüglich seiner inneren Struktur orientiert ist, ob also seine Außenfläche parallel zu einer der (beispielsweise) Würfelflächen seiner Elementarzelle liegt oder sogar der ganze Kristall als solcher so orientiert ist. Die Angabe wird üblicherweise mit millerschen Indizes ausgedrückt, man spricht beispielsweise von (111)- oder (110)-Ebenen (und Ausrichtungen parallel oder senkrecht dazu).
Die Angabe einer Orientierung ist nur für einen Einkristall sinnvoll. Es muss sich also nicht nur um einen Festkörper handeln, sondern auch noch um einen durchgehend einheitlich orientierten Körper. Bei vielkristallinen Festkörpern bezeichnet man die Gesamtheit der Orientierungen als Textur, die man z. B. als Orientierungsdichteverteilungsfunktion angeben kann.

## Herkunft

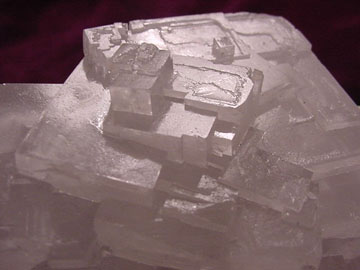
Salzkristalle (kubisch)

Es gibt vor allem zwei Quellen für Einkristallmaterial mit definierter Orientierung:
- natürliche Kristalle mit offensichtlicher Orientierung, z. B. NaCl-Kristalle im kubischen Kristallsystem, die auch als makroskopische Würfel kristallisieren
- Einkristalle, die mit Hilfe von Impfkristallen künstlich hergestellt werden, vor allem mit dem Czochralski-Verfahren oder mit dem Zonenschmelzverfahren.

## Messung
Liegt ein Einkristall unbekannter Orientierung vor, so gibt es verschiedene Wege, seine exakte Orientierung zu ermitteln.

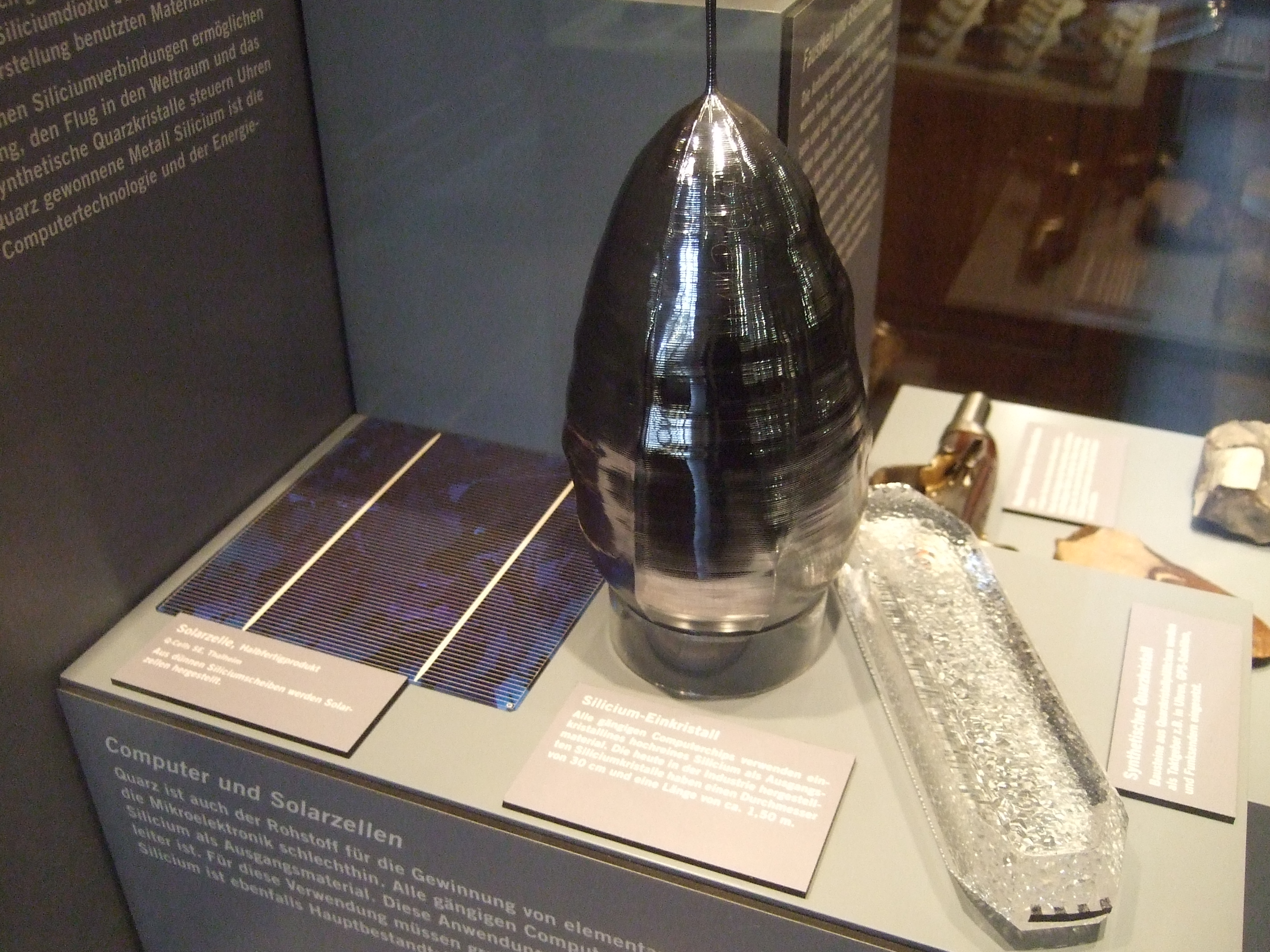
Silicium-Einkristall mit „Naht“ etwas links der Mitte

Bei Kristallen, die nach dem Czochralski-Verfahren hergestellt sind, ist die Orientierung erkennbar an senkrechten Nähten an der Außenseite, die sich vom eigentlich runden Kristallkörper abheben. Durch die ständige Rotation bei diesem Herstellungsverfahren wird der Kristall zwar überwiegend rund zylindersymmetrisch, in den ausgezeichneten Symmetrierichtungen lagern sich neue Atome aber besonders gut an, so dass hier ein zusätzlicher Auftrag erfolgt. Je nach Orientierung der senkrechten Rotationsachse, also die [100]-, [110]-, [111]-Richtung im Kristall, bilden sich drei oder vier Nähte auf dem Umkreis heraus.
Quantitative Messungen zur Orientierung führt man mit röntgenographischen Methoden durch, vor allem mit dem Laue-Verfahren. Bei kleinsten Kristallen werden elektronenmikroskopische Beugungsverfahren eingesetzt, wie Elektronenrückstreubeugung, Kossel- oder Kikuchi-Diagramme.
Ein mehr qualitatives Messverfahren besteht darin, die polierte Kristalloberfläche anzuätzen. Dabei bilden sich Ätzgrübchen. Diese haben die Form auf dem Kopf stehender, je nach Orientierung der Oberfläche drei- oder vierzähliger Hohlpyramiden, also mit dreieckiger oder quadratischer (rechteckiger) Grundfläche. Wer nicht zu viel wegätzen will, muss diese Untersuchung mit dem Mikroskop vornehmen.

## Anwendung
Breite Anwendung finden Kristalle definierter Orientierung in Schwingquarzen. Hier entscheidet sie maßgeblich über die Temperaturkonstanz der Schwingfrequenz und damit über die Langzeitgenauigkeit beispielsweise damit aufgebauter Uhren. Der „AT-Schnitt“ ist eine der bevorzugten Konfigurationen.
In der Wissenschaft benötigt man Einkristalle verschiedener Orientierung für Messungen, die Details zum Bändermodell des verwendeten Materials ermitteln sollen. Wenn dazu Spektroskopie mit polarisiertem Licht in bekannter Ausrichtung zur Orientierung des Kristallmaterials betrieben wird, können gezielt Bandeigenschaften in den einzelnen Symmetrierichtungen des Materials bestimmt werden.

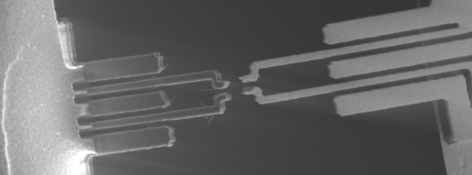
Durch kristallorientierungsabhängiges Ätzen (Unterätzung des Substratmaterials) freigelegte Greifarme

In der Technik spielt das Wissen um die Orientierung von Kristallen eine große Rolle. Das Basismaterial (Substrat) in der Halbleitertechnik sind hochreine Siliciumeinkristalle, die in Form dünner Scheiben (Wafer) bearbeitet werden. Für verschiedene Bearbeitungstechnologien ist es dabei wichtig, die Kristallorientierung zu kennen. So kann sich beispielsweise bei der Dotierung durch Ionenimplantation eine Vorzugsrichtung beim Durchqueren der Ionen im Substrat ausbilden, der Gitterführungseffekt. Dieser verhindert eine genaue Prozessführung, da das Profil der Eindringtiefen nicht mehr genau berechenbar ist. Zur Abhilfe kann das Substrat leicht verkippt werden, wodurch nur noch die berechenbare Streuung der Ionen im Kristall wirkt – Standard sind (100)-Siliciumwafer beispielsweise um ca. 7° verkippt, alternativ werden dünne Streuschichten aus Siliciumdioxid aufgetragen.
Ein anderes Beispiel ist das kristallorientierungsabhängige Nassätzen von Silicium mit Kaliumhydroxid-Lösung in der Mikrosystemtechnik. Hier können je nach Kristallorientierung des Substrates bzw. dessen Oberfläche und Maskierung unterschiedliche Mechanikelemente erzeugt werden.